# 폭상전대 분붐저
《폭상전대 분붐저》(爆上戦隊 ブンブンジャー 바쿠아게센타이 분분쟈[*])는 슈퍼 전대 시리즈 48번째 작품이자 2024년 3월 3일부터 TV 아사히 계열에서 방영 하는중이면서 국내에는 2025년 3월 8일부터 같은 해 6월 21일까지  파워레인저 붐붐포스로 더빙판으로 방영했다.

## 등장인물

### 분붐저
한도 타이야 / 박차륜 (분 레드 / 붐 레드)이우치 하루히 / 이상준 ■
메이타 이시로 / 채시온  (분 블루 / 붐 블루)하야마 유우키 / 박성영 ■
시후토 미라 / 백미라  (분 핑크 / 붐 핑크)스즈키 미우 / 박혜진 ■
아쿠세 죠 / 추진  (분 블랙 / 붐 블랙)사이토 류 / 김동현 ■
브레키 겐바 / 부장현  (분 오렌지 / 붐 오렌지)소우마 사토루 / 장태혁 ■
호무라 사키토 / 석이든  (분 바이올렛 / 붐 바이올렛)미야자와 유우 / 채안석 ■

### 조력자
분도리오 분데라스 / 붐더리오 붐데라스
마츠모토 리카 / 이선호
뷴 디젤
하나에 나츠키 / 채민혁

### 국제 우주 대책기구(ISA)
사이부 시라베 / 조사랑
하시야스메 아츠코 / 양은한
토코야리 에이치로 / 독고예일
호리베 케이스케 / 류다무현
바이스 마이미 / 마예미
사쿠라이 레이카 / 김보연
스테어
나이토 코노미 / 임지연

### 라이트닝 테크
나이토 라이타 / 나이도
나카토 카츠히코 / 장광

### 대우주침략대주력단 하시리얀 / 우주침략대주력단 갤로피안
데코토라데 / 데코트라데
스와베 쥰이치 / 박준원
이타샤
미즈키 나나 / 김진아
야이야이 야루카 / 쌔리쌔리 쌔리카
모로호시 스미레 / 신이나
매드렉스
카미야 히로시 / 김영선
캐논보그
쿠지라 / 신경선
디스레이스
모리쿠보 쇼타로 / 전태열
와루이도 스핀도
유사 코지 / 강수진
그란츠 리스크
이소베 츠토무 / 김태환
추적 대장
신우철
웨이웨이 야루카 / 쌩쌩 쌔리카
카와나시 켄고 / 신우철

## 전용 무장
분붐 체인저 (붐붐 체인저)
분분 핸들 (붐붐 핸들)
분붐 부스터 (붐붐 부스터)
분붐 액스 (붐붐 액스)
분붐 컨트롤러 (붐붐 컨트롤러)
준줌 소화 블래스터 (붐붐 소화 블래스터)
챔피언 체인저

## 등장 메카

### 분붐카(붐붐카)
- 분붐 트레일러 (붐붐 트레일러) ■
- 분붐 오프로드 (붐붐 오프로드) ■
- 분붐 왜건 (붐붐 왜건) ■
- 분붐 패트카 1 (붐붐 패트롤카 1) ■
- 분붐 패트카 2 (붐붐 패트롤카 2) ■
- 분붐 쇼벨 (붐붐 셔블) ■
- 분붐 도저 (붐붐 불도저) ■
- 분붐 레이싱 (붐붐 레이싱) ■
- 분붐 클래식 (붐붐 클래식) ■
- 분붐 마린 (붐붐 마린) ■
- 분붐 사파리 (붐붐 사파리) ■
- 뷴븀 마하 (붐붐 포뮬러) ■
- 분붐 레오 레스큐 (붐붐 레오 레스큐) ■
- 챔피언 캐리어 ■
- 분붐 수소카 (붐붐 수소카) ■

### 메인 메카
- 1호 메카 - 분붐저 로보 (붐붐 킹) ■■■
  - 분붐저 로보 폴리스 (붐붐 킹 폴리스) ■■■
  - 분붐저 로보 빌더 (붐붐 킹 빌더) ■■■
  - 분붐저 로보 나이트 (붐붐 킹 나이트) ■■■
  - 분붐저 로보 몬스터 (붐붐 킹 몬스터) ■■■
- 2호 메카 - 뷴븀 마하 로보 (붐붐 포뮬러 킹) ■
- 3호 메카 - 분붐 레온 (붐붐 레온) ■

### 슈퍼 합체
- 슈퍼 합체 1호 메카 - 윙 분붐저 로보 (윙 붐붐 킹) ■■■■
- 슈퍼 합체 2호 메카 - 분붐저 로보 119 (붐붐 킹 119) ■■

### 궁극 합체
- 궁극 합체 메카 - 분붐저 로보 챔피언 (붐붐 킹 챔피언) ■■■■■

## 주제가
오프닝 - 폭상전대 분붐저 (엔도 마사아키)
엔딩 - 뚜벅뚜벅-PON-PON (분도리오 붐데라스(마츠모토 리카))

## 에피소드
폭상 1: 배달상의 핸들
폭상 2: 정보상은 인정 금지.
폭상 3: 운전상은 정지 금지.
폭상 4: 영웅을 부르는 소리
폭상 5: 경찰은 기세 금지
폭상 6: 검정과 하양
폭상 7: 조달상의 브레이크
폭상 8: 폭주와 분열
폭상 9: 배달상들의 핸들
폭상 10: 들썩들썩 미션
폭상 11: 소년이 원하는 것
폭상 12: 폭상 엔진
폭상 13: 배신의 조달
폭상 14: 멋쟁이와 와일드
폭상 15: 죠와 키
폭상 16: 보라색 해결상
폭상 17: 분과 뷴
폭상 18: 해결상은 마음에 들지 않는다
폭상 19: 은하수와 하늘길
폭상 20: Yesterday, Once More
폭상 21: 불꽃의 배달상
폭상 22: 불꽃의 사자 분신
폭상 23: 불꽃의 역경 야구
폭상 24: 전하고 싶은 그 노래
폭상 25: 6개의 불꽃
폭상 26: 우주의 비밀
폭상 27: 달콤하지 않은 선택
폭상 28: 빛을 뿌리치고
폭상 29: Spy and Family
폭상 30: 폭주는 내 것
폭상 31: 화려한 도전
폭상 32: 지옥의 기차 놀이
폭상 33: 조달꾼은 양보 금지
폭상 34: 꿈을 싣는 자동차
폭상 35: 파란색 왕자
폭상 36: 꿈으로 향하는 길
폭상 37: 두 명의 스파이
폭상 38: 산시타의 맹세
폭상 39: 비명의 행성
폭상 40: 의문의 남자
폭상 41: 맡기는 등
폭상 42: 성스러운 밤의 present
폭상 43: 호쾌한 핸들
폭상 44: 배달상은 종착 금지
폭상 45: 지구의 빌런
폭상 46: 미래를 이 손 안에
폭상 47: 배달상은 혼자가 안돼
폭상 최종회(48) : 너의 핸들

## 완구 제품
한국에서 출시 예정은 굵은 글씨 표시.

### 변신기 & 무장 제품
- DX 분붐 체인저 (DX 붐붐 체인저)
- DX 분붐 핸들 (DX 붐붐 핸들)
- DX 분붐 체인지 액스 (DX 붐붐 체인지 액스)
- DX 분붐 컨트롤러 (DX 붐붐 컨트롤러)
- DX 준줌 소화 블래스터 (DX 붐붐 소화 블래스터)

### 합체 로봇 제품
- DX 분붐저 로보 (DX 붐붐 킹)
- DX 분붐 패트카 1 (DX 붐붐 패트롤카 1)
- DX 분붐 패트카 2 (DX 붐붐 패트롤카 2)
- DX 분붐 쇼벨 (DX 붐붐 셔블)
- DX 분붐 도저 (DX 붐붐 불도저)
- DX 분붐 레이싱 (DX 붐붐 레이싱)
- DX 분붐 클래식 (DX 붐붐 클래식)
- DX 분붐 마린 (DX 붐붐 마린)
- DX 분붐 사파리 (DX 붐붐 사파리)
- DX 뷴븀 마하 로보 (DX 붐붐 포뮬러 킹)
- DX 분붐 레오 레스큐 (DX 붐붐 레오 레스큐)
- DX 챔피언 캐리어

### 증정 제품
- 분붐 슈퍼카 (붐붐 슈퍼카)
- 분붐 오프로드 고스트 Ver. (붐붐 오프로드 고스트 Ver.)

## 같이 보기
- 원더풀 프리큐어!
- 가면라이더 갓챠드(1화 ~ 26화)
- 가면라이더 가브(27화 ~ 48화)
- 염신전대 고온저
- 열차전대 토큐저
- 해적전대 고카이저

## 평가
| 이전 임금님전대 킹오저 | 제48대 슈퍼 전대 시리즈 2024년 3월 3일 ~ 2025년 2월 9일 | 다음 넘버원전대 고쥬저 |